# Clap Your Hands Say Yeah
Clap Your Hands Say Yeah é um quinteto vindo do Brooklyn (de onde o nome da banda foi retirado de um dos grafites dos muros da cidade) nos Estados Unidos. É formado por Alec Ounsworth (voz, guitarra), Lee Sargent (teclados), Robbie Guertin (guitarra e teclados), Tyler Sargent (baixo e guitarra), e Sean Greenhalgh (bateria). O grupo tem três álbuns de estúdio e um ao vivo, lançados até o momento.
A banda é um dos grandes nomes do indie-rock atual. De acordo com o vocalista Alec, CYHSY pode ser resumido assim: "Nossa música é vermelho-alaranjada, com pitadas de amarelo e azul". Em outras palavras, um som ao estilo indie clássico, bem parecido com o dos anos 90.

## História
Toda a fama da banda começou de modo muito peculiar: através de blogs, trocas de mp3 e propaganda "boca-a-boca".
O grupo foi ficando cada vez maior, devido principalmente à surpreendente qualidade das músicas do seu primeiro álbum  - de mesmo nome que a banda - Clap Your Hands Say Yeah, cuja produção foi totalmente independente e de total autoria do próprio quinteto.

## Discografia

### Álbuns de estúdio
- Clap Your Hands Say Yeah (2005)
- Some Loud Thunder (2007)
- Hysterical (2011)

### Álbuns ao vivo
- Live at Lollapalooza 2007: Clap Your Hands Say Yeah (apenas iTunes)